# Умният Ханс
Умният Ханс е кон, за който се твърди, че притежава телепатични и математически способности. Конят – чудо става атракция за европейската публика през 90 – те години на XIX век. За него се смята, че може главно да извършва математически изчисления. Ако някой помоли Умния Ханс да раздели 48 на 6, конят тупал 8 пъти с копито. Той може да дели, да умножава, да събира и да изважда числа. Помолен от треньора си, конят успява да даде изключително точни отговори с копито. Така много хора били изумени от способностите му.
Било загадка дали конят имал наистина свръхестествени и интелектуални способности или това било поредната лъжа, свързана с треньора му. Тази загадка е разрешена от биолога и психолог Оскар Пфунгст.
Пфунгст решава да предприеме системно изследване на способностите на коня, при което манипулира условията, при които животното дава отговор. Той открива, че Умният Ханс наистина има специална дарба, но тя не е математическа или телепатична. В действителност конят е много внимателен наблюдател на човешкото поведение. Докато почуква с копито, той наблюдава главата и изражението на треньора или на човека поставящ задачата. Когато е близко до отговора, човекът отсреща накланял главата си (като така дава сигнал с тялото си) и конят спирал да почуква с копито. Така броят почуквания стават достатъчно точни, колкото е бил правилния отговор. Пфунгст открива, че конят е много чувствителен към зрителни насоки. Тук няма измама, понеже треньорът и публиката не знаели това.
Пфунгст решава да скрие треньора на коня зад екрана със задачите. Тогава възможните обясненията стават две: (1). конят наистина има математически способности или (2). той реагира на зрителни насоки. Ако има такива способности, конят ще се справи и без да гледа треньора си. А ако реагира на зрителни насоки, поставянето на треньора му зад екран ще наруши представянето му. Когато става второто и конят изгубва „математическите си дарби“, Пфунгст изключва хипотезата, че конят може да смята математически задачи. Оказва се, че треньорът и другите подсказват несъзнателно и без да искат на коня, който умело възприемал многото случващи се фини мускулни движения на питащите. По-важното е, че Пфунгст открива, че хората могат несъзнателно да предават информация на другите чрез фини мускулни движения и че някои животни могат да възприемат тези несъзнателни движения. Това се нарича Ефект на Умния Ханс.
Този исторически пример се дава като важен за необходимостта от експериментален контрол. След него често се полагат грижи в Психологията да се правят т. нар. двойно слепи експерименти.